# Mártirosz Szárján
Mártirosz Szárján, örményül: Մարտիրոս Սարյան, oroszul: Мартиро́с Сарья́н, (Nahicseván-na-Donu, 1880. február 28. – Jereván, 1972. május 5.) örmény impresszista festő. A Modern Örmény Nemzeti Festőiskola alapítója. 1924-1931-ig Moszkvában és Leningrádban a 4 Arts művészeti egyesület egyik tagja volt.
Munkái nagy része megtalálható a jereváni Mártirosz Szárján Múzeumban.

## Pályafutása
Szülővárosa ma Rosztov-na-Donu része, Oroszországban. 1895-ben, 15 évesen elvégezte a Nahicseván Iskolát, 1897 és 1904 között pedig a Moszkvai Művészeti Iskolában tanult, többek között Valentin Szerov és Konstantin Korovin műhelyében. Nagy hatással volt rá Paul Gauguin és Henri Matisse munkássága. Munkáit különféle kiállításokon állította ki. Műveit a moszkvai Kék Rózsa Kiállításon mutatták be.
Először 1901-ben járt Örményországban, amely akkor az Orosz Birodalomhoz tartozott, ahol meglátogatta Lorit, Shirakot, Echmiadzint, Haghpatot, Sanahint, Jerevánt és Szevánt. Örményországot ábrázoló tájképeit a moszkvai sajtó nagyon dicsérte.
1910 és 1913 között sokat utazott Törökországban, Egyiptomban és Iránban. 1915-ben Ecsmiadzinba ment, hogy segítsen azoknak a menekülteknek, akik az örmény népirtás elől menekültek az Oszmán Birodalomba. 1916-ban Tiflisben (ma Tbiliszi) segített megszervezni az Örmény Művészek Társaságát.

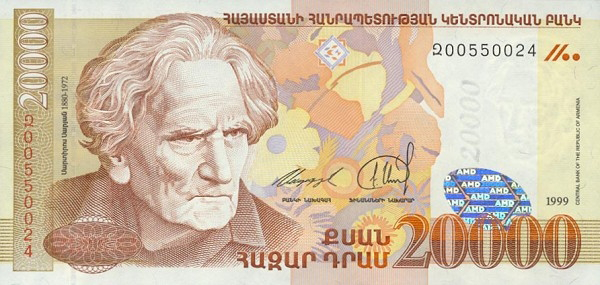
Szárján egy 1999-es 20 000-es örmény dramon

A bolsevikok 1917-es hatalomátvételét követően családjával Oroszországba, majd 1921-ben Örményországba költöztek. Míg munkáinak többsége az örmény tájat tükrözte, ő tervezte az Örmény SZKSZ címerét és az első örmény állami színház függönyét is. A független Örményország zászlajára is javaslatot tett a hagyományos örmény szövetek és szőnyegek színei és mintái alapján, bár tervét elutasították. 

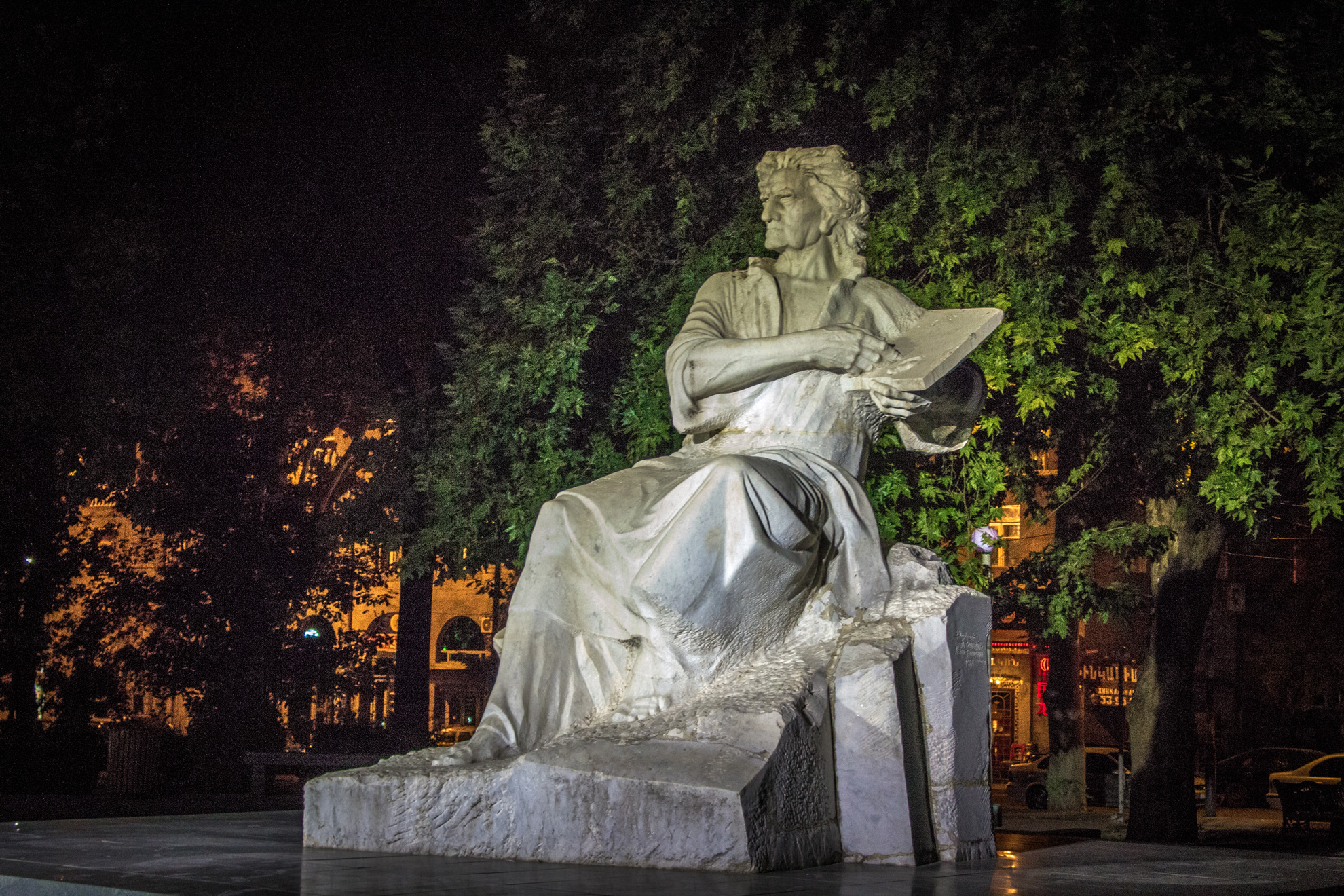
Szárján szobor Jerevánban

1926-tól 1928-ig Párizsban élt és dolgozott, de a legtöbb ebből az időszakból származó alkotása egy tűzesetben megsemmisült azon a hajón, amelyen visszatért a Szovjetunióba. 1928-tól haláláig Saryan Szovjet Örményországban élt.
Az 1930-as évek nehéz éveiben elsősorban a tájképfestészetnek, valamint a portréknak szentelte magát újra. A Szovjetunió Legfelsőbb Tanácsának képviselőjévé is választották, és háromszor megkapta a Lenin-rendet, valamint egyéb kitüntetéseket és érmeket. Tagja volt a Szovjetunió Művészeti Akadémiának (1974) és az Örmény Tudományos Akadémiának (1956). 

## Magánélete

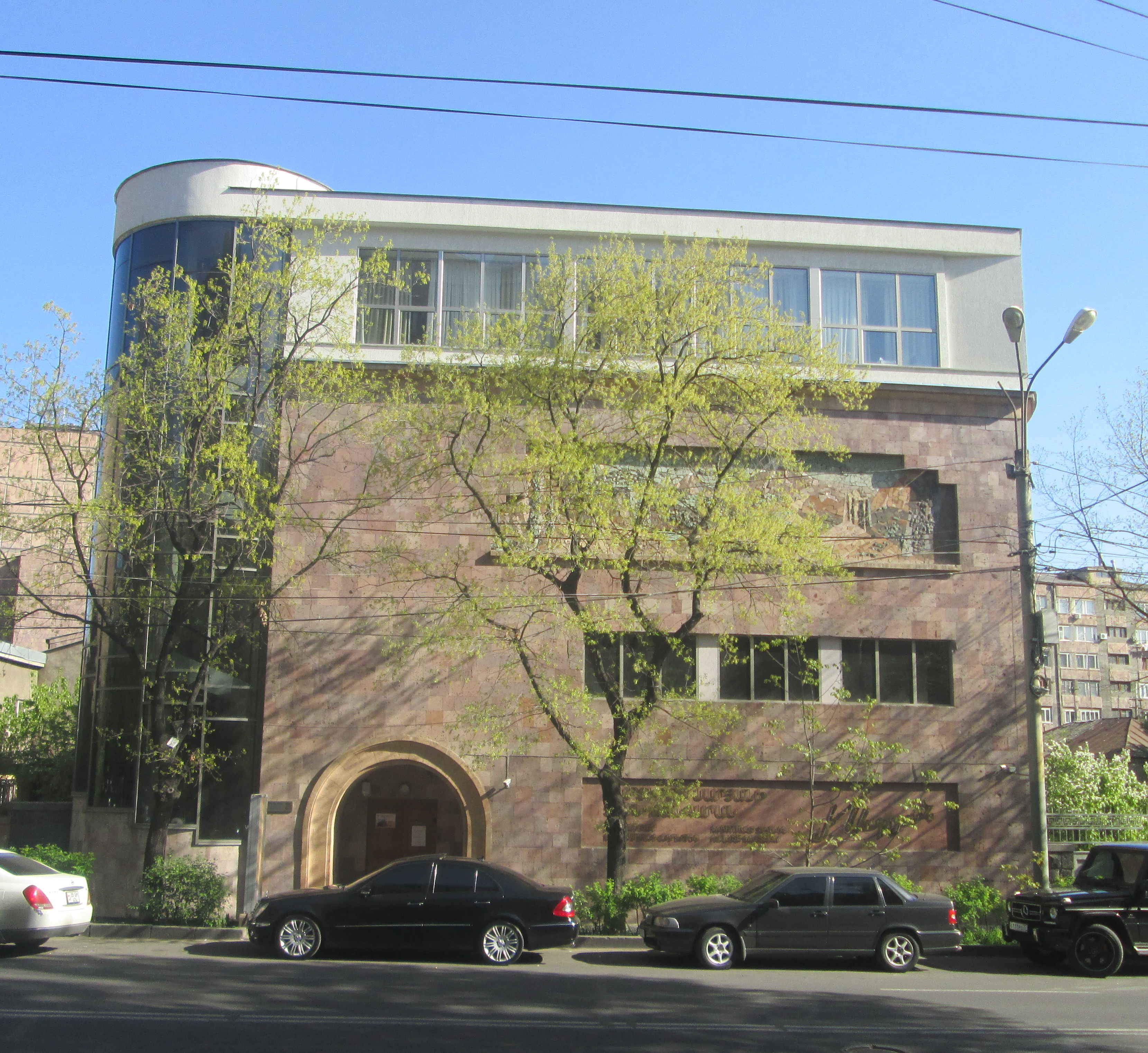
Szárján Múzeum (Jereván)

1916-ban Tiflisben (ma Tbiliszi) feleségül vette Luszik Agajánt.
1972. május 5-én halt meg Jerevánban. Egykori jereváni otthona ma a munkájának szentelt múzeum, több száz kiállítással. Jerevánban, a Komitas Vardapet melletti Pantheonban temették el.
Fia Házárosz Szárján zeneszerző és pedagógus volt. Dédunokája, Mariam Petroszján szintén festő, valamint karikaturista és díjnyertes regényíró.

## Főbb művei

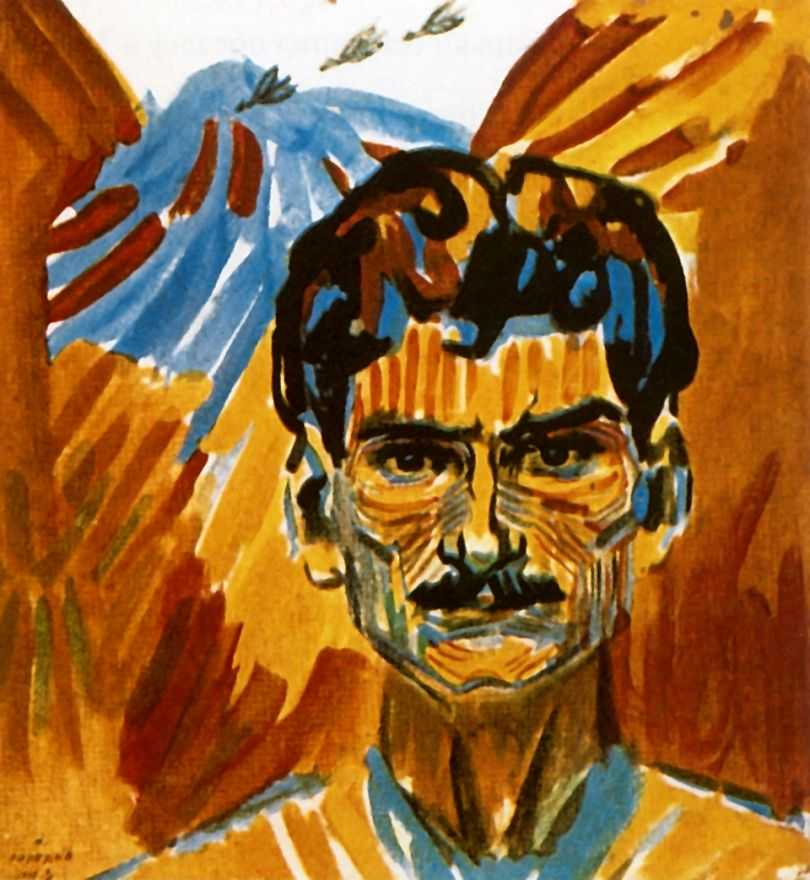
Önportré (1907)
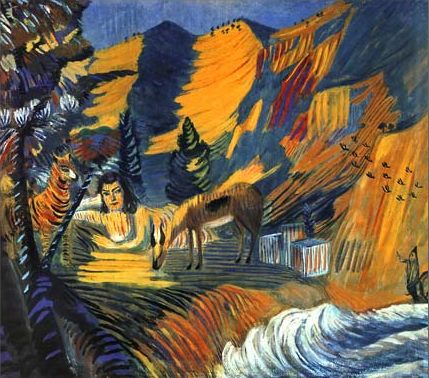
A tengernél. Szfinksz (1908)
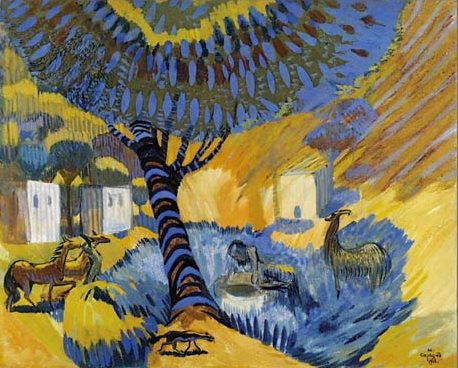
A kút mellett. Forró nap (1908)
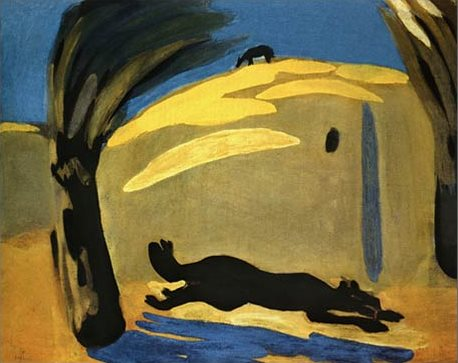
Szaladó kutya (1909)
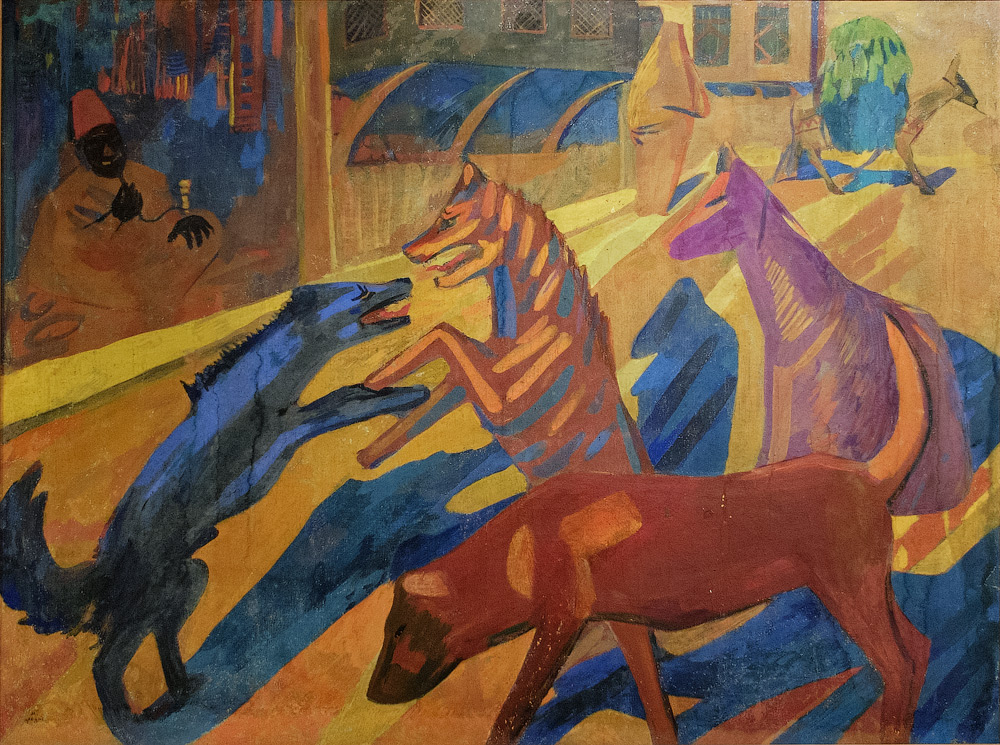
Konstantinápolyi kutyák (1910)
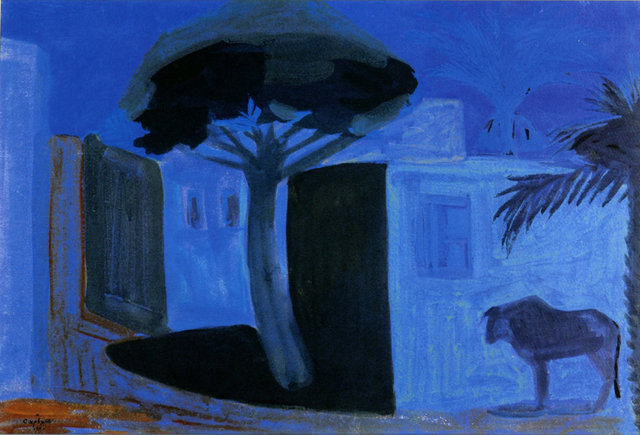
Éjszakai táj. Egyiptom (1911)
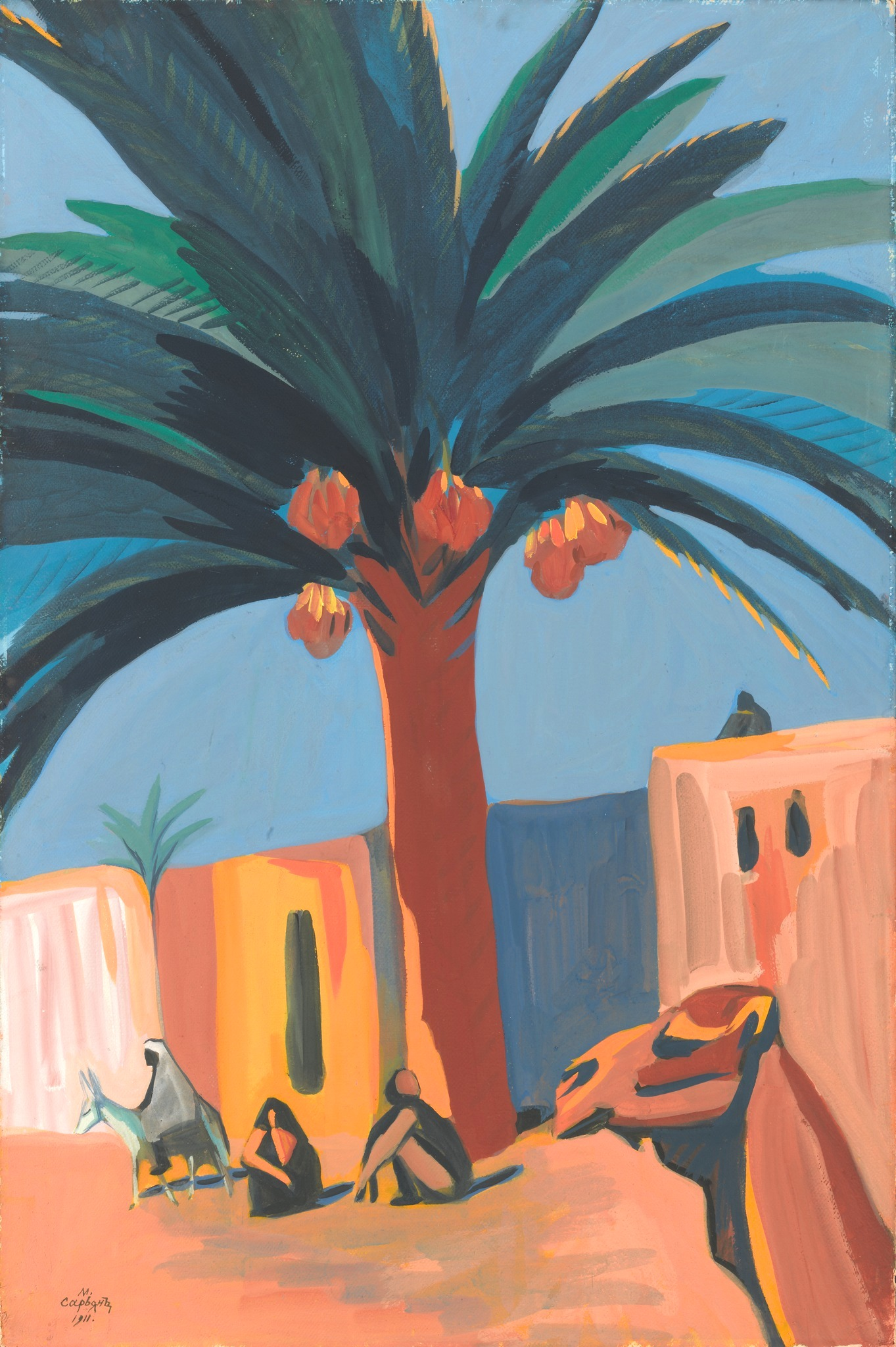
Datolyapálma. Egyiptom (1911)
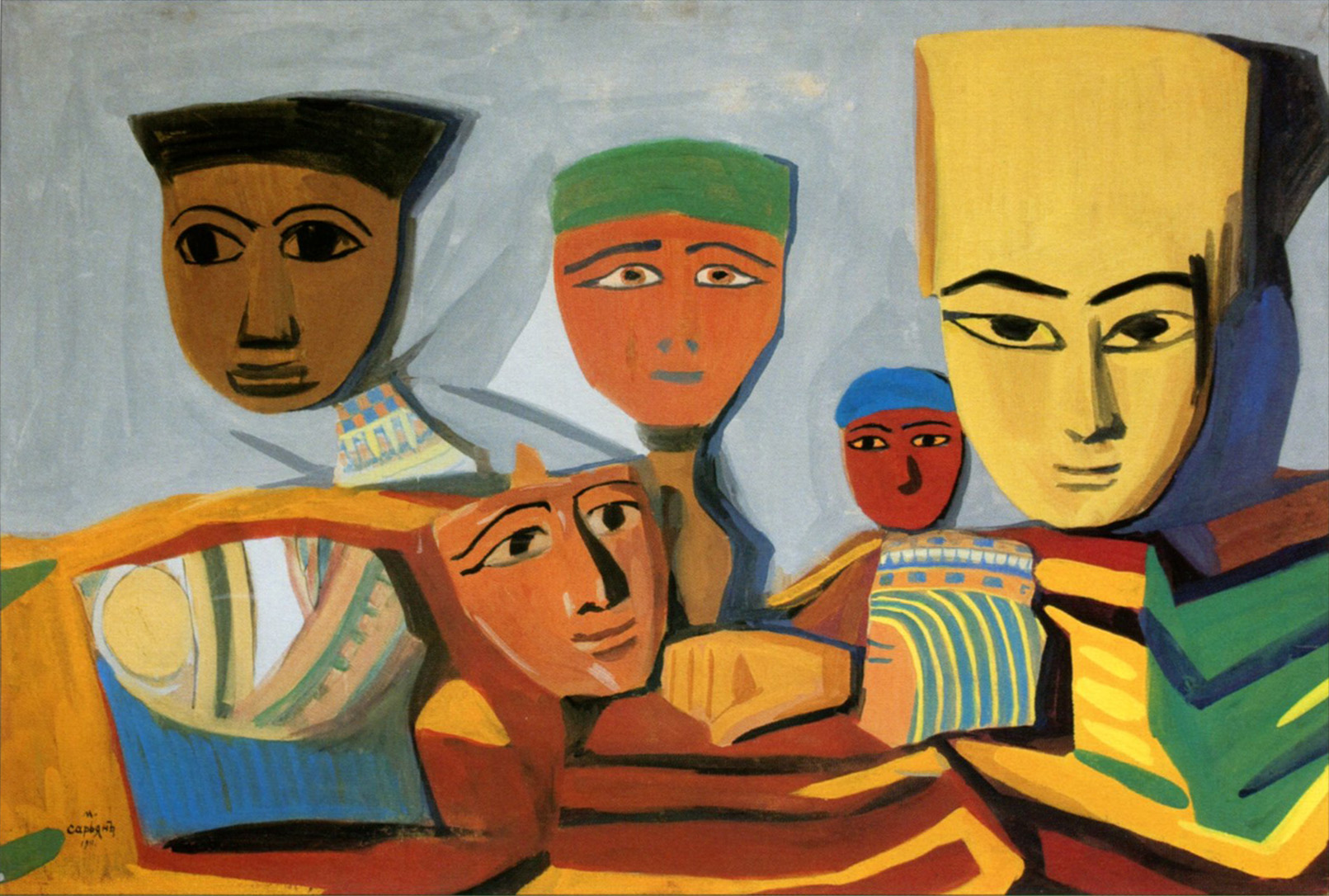
Egyiptomi maszkok (1911)
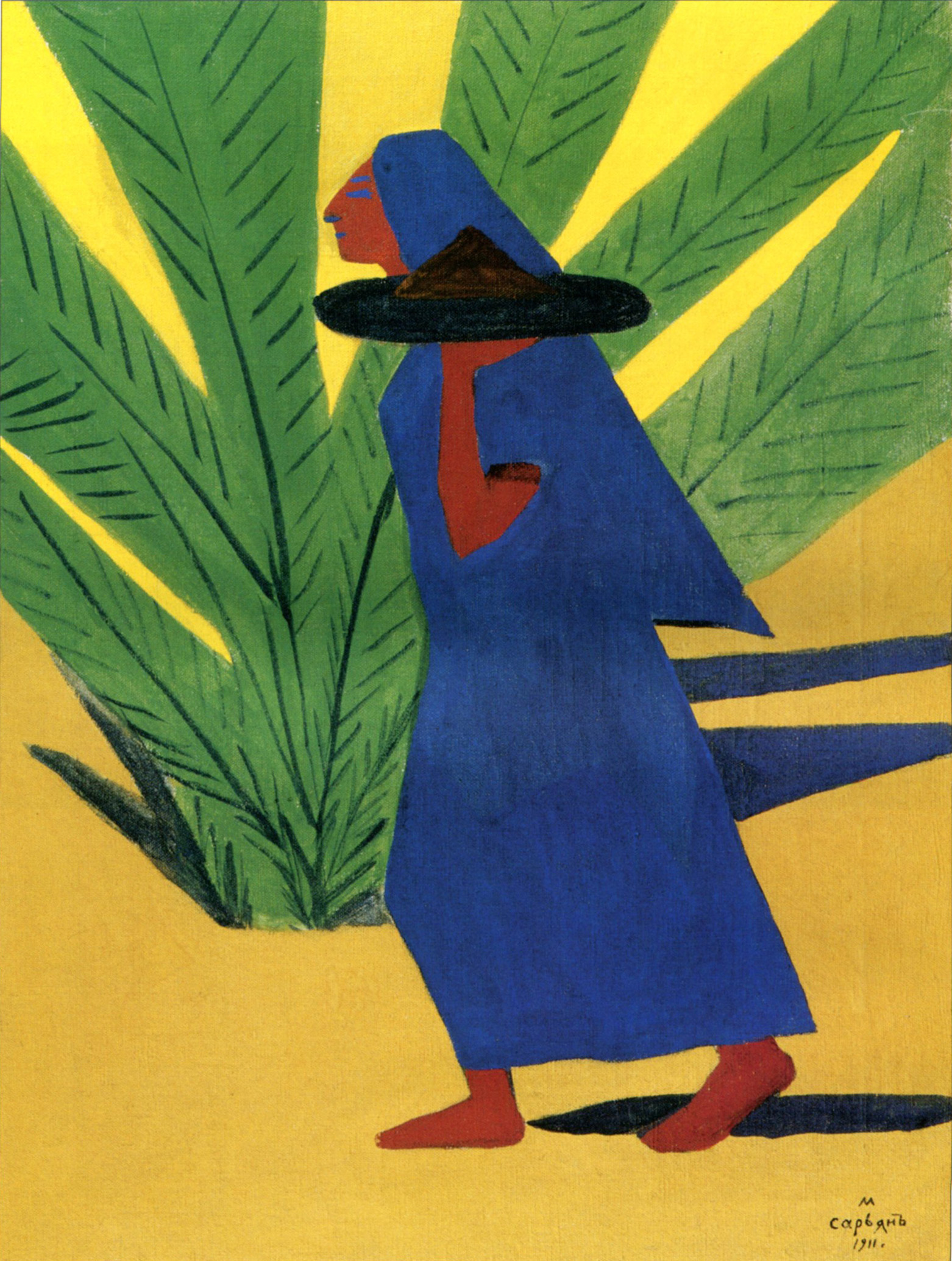
A sétáló nő (1911)
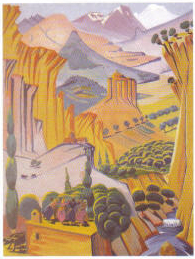
Örményország (1923, képeslap)
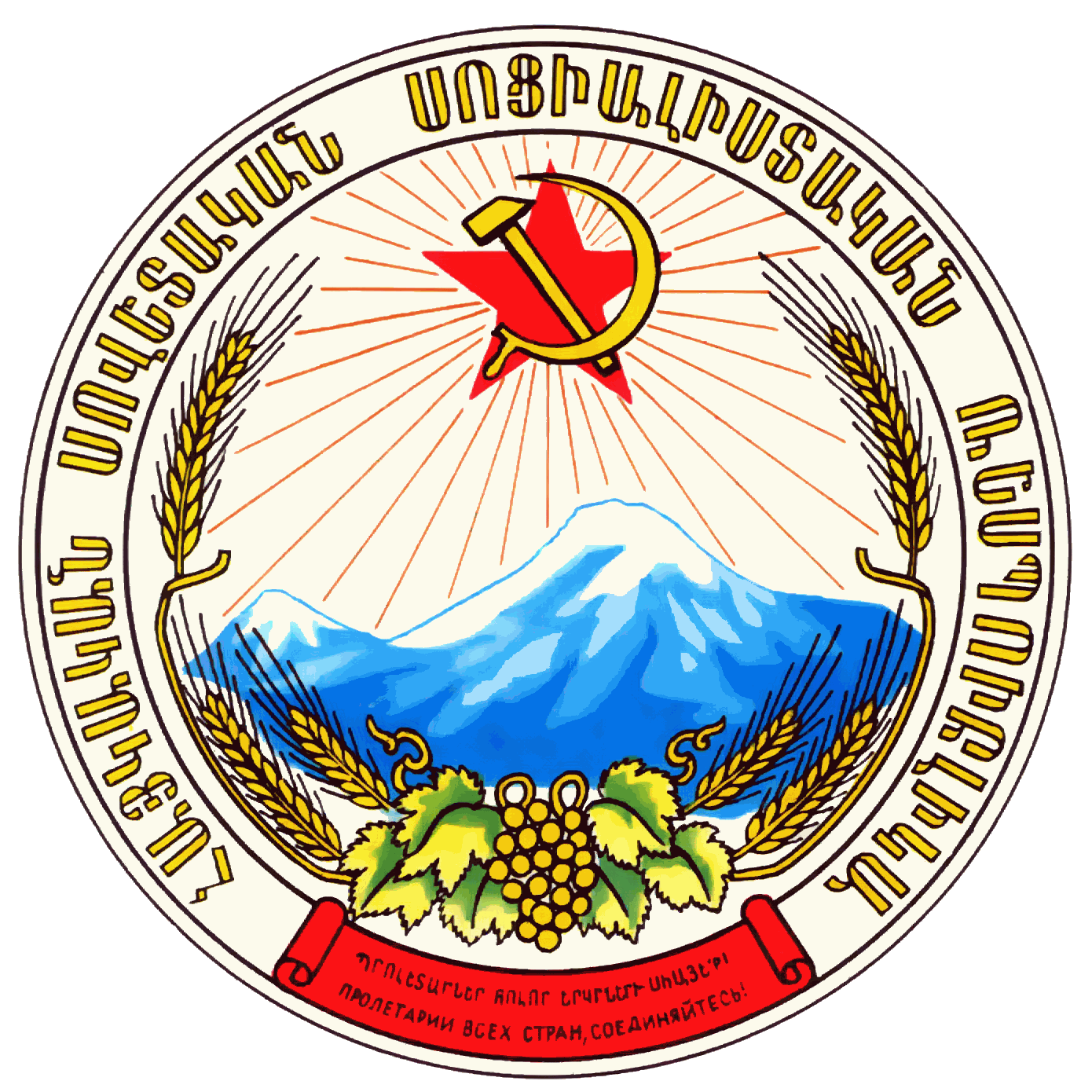
Örmény SZKSZ címere (1982)
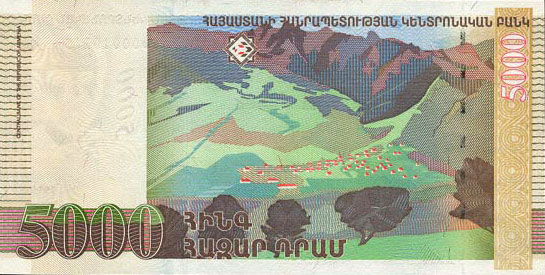
Az 1999-es 5 000-es dram hátoldala Lori tartomány tájképével
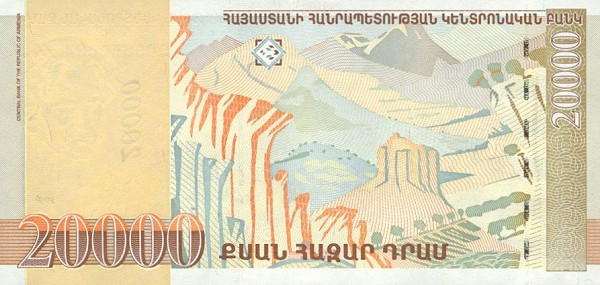
Az 1999-es 20 000-es dram hátoldala az Örményország című festménnyel
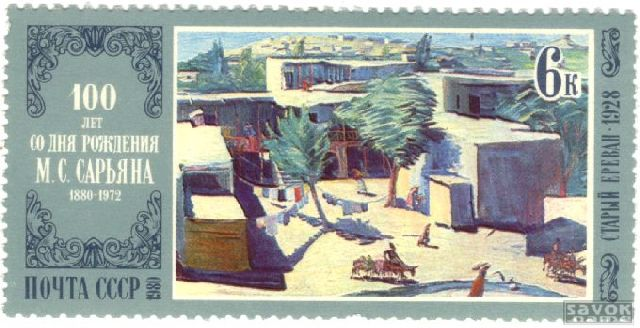
A Régi Jereván (1928) szovjet bélyegen